# رهشان أجاويد
زكية رهشان أجاويد (بالتركية: Rahşan Ecevit)‏ (17 ديسمبر 1923 - 17 يناير 2020)، هي سياسية ورسامة وكاتبة تركية وزوجة رئيس وزراء تركيا بولنت أجاويد ورفيقة نشاطه السياسي . أول رئيس لحزب اليسار الديموقراطي وأسست وتزعمت حزب الشعب اليساري الديمقراطي.

## حياتها
ولدت في بورصة لعائلة تعود أصولها لشبين قره حصار، وهي بلدة في شمال شرق ولاية غيرسون. والدها هو نامق زكي آرال ووالدتها زاهدة آرال. جاءت أسرتهم من سالونيك بعد إتفاقية تبادل السكان عام 1923. درست في مدرسة أنقرة الثانوية وتخرجت في كلية روبرت الأمريكية 
في إسطنبول. تزوجت من زميلها في الدراسة بولنت أجاويد في عام 1946 وحملت لقبه بدل لقبها الأصلي آرال. ولم تنجب له أولادًا.
تجيد اللغة الإنجليزية . مثلت مسرحيًا روايتها «الحب في بولمور» عام 2002.
بعد الانقلاب العسكري عام 1980 بقيادة الجنرال كنعان أورن، سجن زوجها ومنع من النشاط السياسي مدى الحياة، وأغلق حزب الشعب الجمهوري (CHP) الذي يرأسه. في 14 نوفمبر 1985، أسست رهشان حزب اليسار الديمقراطي (DSP) وقادته حتى رفع حظر مزاولة النشاط السياسي عن زوجها في عام 1987. ثم أصبحت رهشان أجاويد نائبة رئيس حزب اليسار الديمقراطي ومسؤولة عن تنظيم الحزب بين عامي 1989 و 2004.
في 4 يونيو 2009 استقالت من حزب اليسار الديمقراطي عندما بدا أن هذا الحزب لم تعد لديه فرصة للفوز بمقاعد في الانتخابات. أصبحت زعيمة حزب الشعب الديمقراطي الجديد (DSHP) في 17 يناير 2010 الذي أسسته.
بعد أن أصبح كمال قلجدار أوغلي زعيما لحزب الشعب الجمهوري وأوقف التيار اليميني داخل الحزب حلّت حزبها الجديد وانضمت إلى حزب الشعب الجمهوري في 22 مايو 2010 مع العديد من أعضاء حزبها وشاركت في المؤتمر الثالث والثلاثين للحزب .
في 5 نوفمبر 2006، توفي زوجها بعد غيبوبة لمدة 6 أشهر تقريبًا.
توفيت رهشان أجاويد في 17 يناير 2020 في مستشفى في أنقرة ودفنت بجوار زوجها في مقبرة الدولة التركية بعد بضعة أيام.